# Правосудие митрополичье
Правосудие митрополичье — памятник русского права, отражающий практику и традиции церковного суда (суда «владычня наместника»), а также влияние норм светского русского права на церковную юрисдикцию.

## Текстология
Памятник известен в единственном списке в составе церковного сборника слов и поучений Цветник, включающего, кроме того, отрывки из Краткого летописца и Киево-Печерского патерика, Сказание об отреченных книгах редакции конца XV века, комплекс текстов канонического содержания, извлёченных, в основном, из памятников новгородского происхождения, и другие материалы. В составе данного сборника присутствует собственная редакция Церковного устава Ярослава, по мнению В. Н. Автократова, схожая по обработке с Правосудием митрополичьим, поэтому, согласно учёному, составителем Правосудия мог быть сам автор Цветника. Название памятника («А се есть правосудие митрополичие») — приписка внизу листа под текстом документа.

## Датировка
С. В. Юшков датировал Правосудие митрополичье XIII—XIV веками, Б. Д. Греков — XIII веком. М. Н. Тихомиров, исходя из терминологии, указывал на близость Правосудия к московским памятникам, наподобие судебников, и считал, что оно не могло возникнуть ранее XIV века. Л. В. Черепнин относил памятник к концу XIV века и связывал с деятельностью митрополита Киприана и рядом документов данного периода. В. Н. Автократов предложил более позднюю датировку: период между 1497 годом (издание Судебника Ивана III) и палеографически установленным временем написания имеющегося списка, то есть началом XVI века.

## Содержание
Согласно М. Н. Тихомирову, памятник не имеет отношения к практике церковных судов и представляет собой оригинальное произведение, написанное «каким-то не очень грамотным монахом».
По мнению В. Н. Автократова, памятник мог возникнуть в кругах новгородского духовенства. Исходя из поздней датировки, целью составления Правосудия могла быть попытка замены основных положений Судебника 1497 года нормами устаревшего новгородского права. Согласно Б. Д. Грекову (датировавшему Правосудие, однако, ранним временем), данный Судебник стал неприемлемым «для сторонников старых порядков», то есть права Великого Новгорода в противовес московскому. Однако составитель внес также ряд положений, связанных с усилением в Новгороде власти московского великого князя. Некоторое число норм памятника как общерусского, так и местного новгородского права, подверглись умышленной архаизации. Другая часть норм устарели в сравнении с судебной практикой конца XV века, что может объясняться характерным для этого периода усилением интереса к памятникам новгородской старины, а также вниманием к вопросам кодификации права в связи с появлением единого русского свода законов, Судебника 1497 года.
Заголовок памятника не соответствует его содержанию: в статьях документа о митрополите и его суде ничего не сказано. Как отмечает В. Н. Автократов, не раскрывающий основного содержания заголовок мог быть составлен для придания большего авторитета в значительной мере устаревшим нормам памятника.